# レノボ

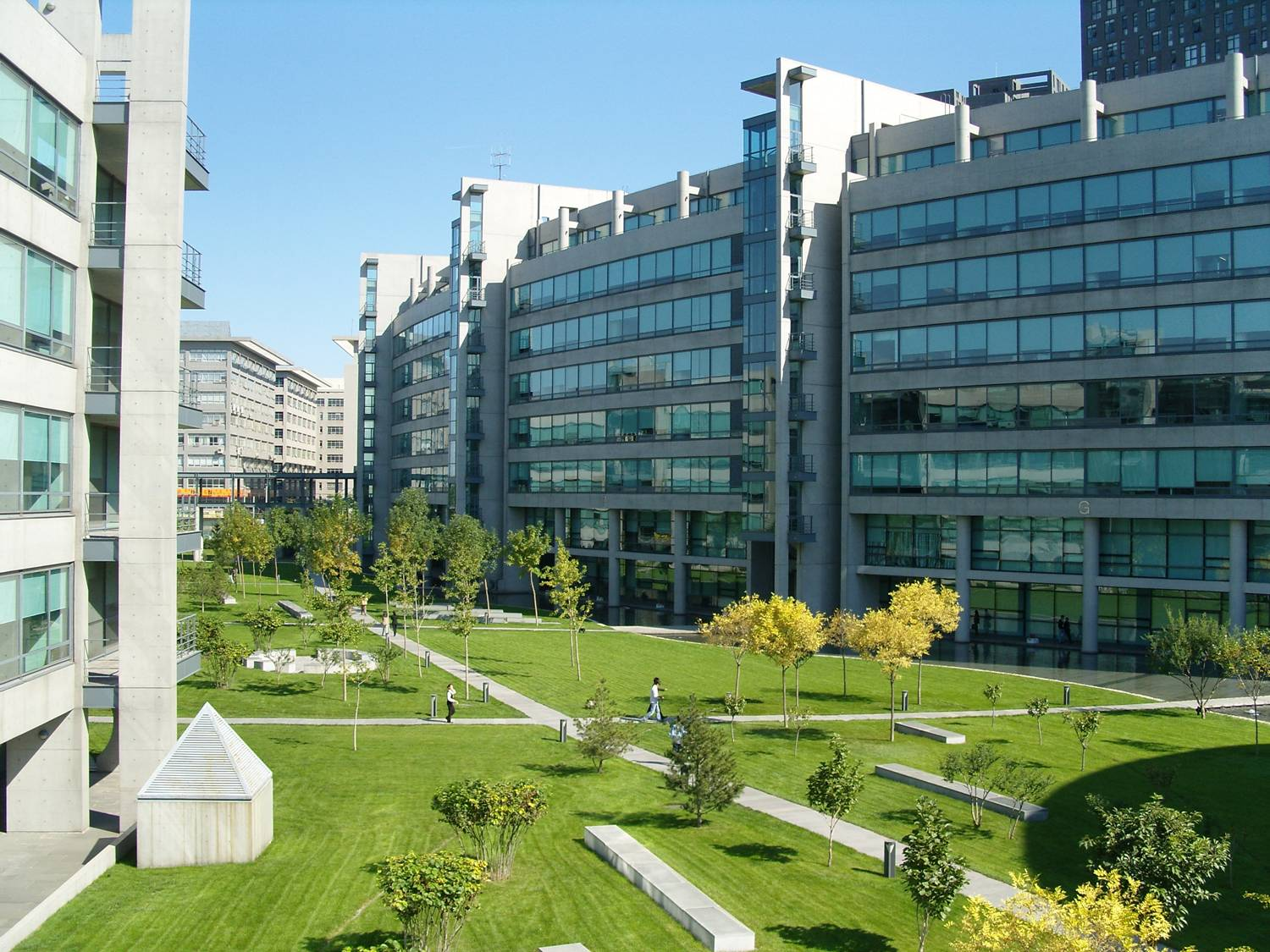
北京のリサーチセンター

レノボ（日本漢字：聯想集団、簡体字中国語: 联想集团、繁体字中国語: 聯想集團、拼音: Liánxiǎng Jítuán、英語: Lenovo Corporation）は、香港に本店、中国・北京に本社を置く世界的なパーソナルコンピュータ（PC）メーカー 。スマートフォンのブランドは、モトローラ・モビリティ。シンガポール及びアメリカ合衆国（ノースカロライナ州モリスビル）にオペレーションセンターを置く。
中国ではスマートフォンメーカーとしても認知されていた が、2015年8月にレノボは携帯電話部門（スマートフォン）をアメリカのモトローラ・モビリティに統合することを表明し、2016年11月には携帯電話端末（スマートフォン）をモトローラのブランドに一本化を発表した。
日本法人はレノボ・ジャパン合同会社である。

## 概説

レノボの旧ロゴ（2003年 - 2015年）

1984年に、中国の研究機関で国務院直属事業単位である中国科学院の計算機研究所員11名が、20万人民元を基にして設立した。
当時の名称は中国科学院計算所新技術発展公司で、外国ブランドの販売から出発した。1988年6月に香港聯想電脳公司を設立し、1989年11月に香港聯想集団公司に改称して香港で独自ブランドを発売した。同年に北京聯想計算機集団公司が成立し、1990年に中国本土でも独自ブランドの販売に踏み切った。1994年に香港聯想集団公司は香港株式市場に上場し、1997年にレノボブランドが中国内のパソコン売上トップを記録、2000年のビジネスウィーク誌は聯想集団を世界IT企業100社中、8位にランクした。
聯想集団は長らく「Legend」（レジェンド）というブランドを使用していたが、2003年、国外事業の強化に伴い、商標紛争が生じるおそれのあるこの名称を廃し「Lenovo」（レノボ）を採用した。2004年4月1日に英語社名も「Legend」から「Lenovo」に改めた。「Lenovo」は混成語で「le」は「Legend」から、「novo」は「新しい」を表すラテン語の「nova」から採られた。
2004年のレノボによるIBM社のPC部門の買収により、株式の42.3%をレジェンドホールディングスという持株会社が保有しており、同持株会社の筆頭株主(65%)は中国政府機関の中国科学院である。中国政府は間接的にレノボの27.56%を保有しており、筆頭株主である。IBMは第2位の株主（議決権を有しない優先株）である。買収により、同社のPCの世界市場シェアは、単純計算でデル、ヒューレット・パッカードに次ぐ3位となった。レノボとIBMのPC部門の合併の後、本社は北京から米国ニューヨーク州パーチェスに移転した。2006年3月に、IBMのPC部門の本部があったノースカロライナ州モーリスビル（ローリー近郊）に本社を移転した。2008年北京オリンピックではトップスポンサーとして聖火リレーのトーチをデザインした。2011年に日本電気（NEC）のPC部門とドイツの大手PCメーカーメディオンを買収、アジア太平洋市場ではシェア1位をとり続け、中東アフリカ・ヨーロッパ・世界市場でもシェア2位となり、2013年からは世界シェア1位のPCベンダーとなり、2017年には富士通のPC部門を買収、日本市場では1995年のNEC以来となる4割超のシェアを得た。2018年にTOP500でスーパーコンピュータのシェア世界1位のベンダーとなった。

### IBM社PC部門及びサーバ部門買収
2004年12月、ITバブルで力をつけたレノボはIBMからPC部門を12億5千万ドルで買収することを発表した。IBMはこの取引により、コモディティ化し利益の出にくいPC事業を切り離し、企業向けのサーバー、ソフトウェア、サービス事業に注力した経営に転換していくと予測された。レノボはこの取引を「強強連合」と銘打った。「IBM」及び製品ブランドである「ThinkPad」「ThinkCentre」などの商標を5年間維持するとした。このことから同社の目的が世界市場に打って出るためのブランド力の獲得にあったとも分析された。
この「IBM」ロゴは2006年10月頃より徐々に外された。従来はThinkPadの天板とパームレスト（ThinkCentre では、筐体、モニター、キーボード、マウス）にあったIBMのロゴは、一般向け販売モデルでは存続したが、大規模導入をする特定企業向けカスタマイズモデルに関しては、IBMロゴではなく、ThinkPadロゴが入るようになった。2008年以降の製品（ThinkPad X300以降）より、一般向けも「IBM」ロゴは外れて「Lenovo ThinkPad」となった。
レノボに移管されてから発表されたThinkPad Zシリーズより、ワイド液晶、Windowsキーの搭載など、従来のThinkPadに無かったものが取り入れられた。2009年現在では、ワイド液晶と、Windowsキーは多くのThinkPadに採用されている。
2014年10月にはさらにIBMからx86サーバー事業を買収した。

### モバイル事業の拡大
パソコン事業で統合しているNECから携帯電話事業の買収も持ちかけられたものの、2013年7月29日に特許や海外資産のみに興味を示していたレノボ側が断ったことで破談した。2014年4月14日、レノボはNECから3800件の中核的な携帯電話関連特許を買収した。
2014年1月30日、Googleから、同社の携帯電話端末部門であるモトローラ・モビリティを29億1000万USドルで買収することを発表、アメリカ合衆国内の携帯電話事業にも参入することとなり、Googleが今後もモトローラのモバイル特許の大半を所有するものの、買収によりレノボも2000件以上の特許資産を取得することとなった。
2015年8月にレノボは、携帯電話部門（スマートフォン）をアメリカのモトローラに統合することを表明し、2016年11月には携帯電話端末（スマートフォン）をモトローラのブランドに一本化を発表した。
2023年9月29日にFCNT株式会社から事業を譲り受け、同年10月1日からFCNT合同会社としてarrows、らくらくシリーズ等を承継し事業を開始した。

### レノボをめぐる各国政府の動き
2006年、中国政府の影響力（資本上の支配権）のおよぶ企業であることから、米中経済安全保障検討委員会（U.S.-China Economic and Security Review Commission）は、安全保障上の理由からレノボのPCを米国政府機関が使用することに懸念を表明した。
2013年7月27日付のオーストラリアン・ファイナンシャル・レヴュー（AFR）は、レノボの製品にバックドアが仕込まれているとして、オーストラリアや米国、英国、カナダ、ニュージーランドの5カ国（いずれもファイブアイズと呼ばれるUKUSA協定締結国）の情報機関が使用を禁止していると報じ、オーストラリア国防省は、この報道内容を否定した。しかし、2018年9月にレノボが開催したイベントで質問者に対してレノボのCTOが中国国内向け製品にバックドアを仕込んでいることを示唆したことが話題となった。

### Superfish問題
2014年頃、Lenovoの公式掲示板（Lenovoコミュニティ）のユーザーの指摘でLenovoのPCにプリインストールされている「VisualDiscovery」というSuperfish社製のソフトウェアがアドウェアであると指摘され話題になる。さらにこのソフトウェアが通信に勝手に割り込むことや、外部からの攻撃の火種になる可能性があることが判明。

### ロゴ変更
2015年5月28日（現地時間）に、中国で行われた「Lenovo Tech World」で新しいロゴを発表。Webサイト等のロゴも同日より反映された。

## 会社情報
- 本店所在地[2]：香港（IR拠点）

- 本社所在地：北京
- オペレーションセンター所在地[2]：シンガポール、モリスビル
- 研究・開発拠点（リサーチセンター）所在地[2]：北京、深圳、上海、廈門、成都、横浜、シンガポール、モリスビル（Lenovo Building8）
- 聯想集団公司総裁：楊元慶
- 年間売り上げ：4633ドル（2004年3月末）

## レノボ・ジャパン
レノボ・ジャパン合同会社（Lenovo Japan LLC）は、レノボの日本法人である。レノボによるIBMのPC事業買収に伴い、日本法人として発足。日本においては、「レノボ」「Lenovo」「聯想集団」「聯想グループ」などと表記される。日本IBMが協賛していた碁聖戦も引き継いでいる。

### 日本企業とのパソコン事業統合
2011年7月1日にレノボが51％、日本電気（NEC）が49％を出資する合弁会社「Lenovo NEC Holdings B.V.（レノボNECホールディングス）」と「NECレノボ・ジャパングループ」が発足。その100％子会社としてレノボ・ジャパン、並びにNECのパソコン事業を担うNECパーソナルコンピュータ（NECPC）の両社が傘下に入る形で事業を統合した。レノボとNECのブランドは継続使用される。この統合は、2011年1月の発表当初は対等と報じられていたが、NECの同意があれば統合から5年後にレノボ側が合弁会社の全株式取得権を行使できることが明らかにされた。
2012年11月5日、「ThinkPad」20周年を記念して、中国において生産されているThinkPadの一部を、山形県米沢市にあるNECPC米沢事業場で生産することを発表した。当初はThinkPad X1 Carbonの特別モデル「20th Anniversary Edition」（500台限定）に留まり、パイロット生産と位置づけられていた。その後長らく表立った動きはなかったが、2014年10月、NECPC米沢事業場でのThinkPadの生産開始を正式発表。2015年2月下旬から出荷を開始した。これまでネックだった納入期間の長さが解消され、コンシューマーは最短5営業日でThinkPadを手にすることができる体制が整えられた。また、米沢事業場の品質管理手法を海外の生産拠点にも適用し始めている。
2012年、レノボ・ジャパンの代表取締役社長に渡辺朱美が就任した。2013年、レノボ・ジャパンおよびNECPCの社長は、Lenovo NEC Holdings B.V.会長のロードリック・ラピンが兼務することとなった。
2014年2月1日、NHKはソニーのPC部門（VAIO）の海外向け事業とレノボが合弁会社を設立して統合すると報じ、ソニーは報道を否定するも事業の再編を検討していることを認めるコメントを同日発表した。
同年10月7日、レノボとNECは事業統合契約を10年間延長した。具体的に、従来「2016年の時点でレノボが全株式取得が可能」とされていた点については、期限を2018年までに延長した上で以降は2026年まで自動更新されることとなり、かつレノボがNECの保有する株式を買い取って出資比率を66.6%まで引き上げる（NEC側は議決権を確保可能な33.4%を維持する）ことを可能とする条項が追加された。
2015年3月2日、レノボ及びNECPCの社長を再び交代することが発表された。ロードリック・ラピンはレノボ・グループのアジアパシフィック地域担当プレジデントに着任し、留目真伸がレノボ・ジャパン、そしてNECPCの社長を兼任することになった。ロードリック・ラピンは、当初レノボ・エンタープライズ・ソリューションズの社長に留任するとしたが、同年9月に留目が兼任することが改めて発表された。
2016年7月1日、NECは上述の条項に沿って、自社の持つ普通株式の9割をレノボに譲渡し、代わりに新たに発行される劣後株式を引き受けることで、議決権を確保可能な33.4%まで出資比率を引き下げることを発表した。この譲渡に伴いNECは200億円の売却益を2017年3月期に計上した。売却益は社会インフラ部門への投資に使われるのではないかと報じられている。
2017年11月3日、レノボは富士通クライアントコンピューティング（FCCL）の株式の51%を取得し、44%を富士通、5%を日本政策投資銀行が保有することで合意したと発表した。また、開発や製造の拠点は閉鎖せず、NECのLAVIEと同様に富士通ブランドのFMVを維持することになり、製品戦略でも富士通は人工知能の導入など独自性を維持するとした。NECは「NECの強みである顔認識技術などで差別化できる」とする認識を示した。この株式譲渡は2018年5月2日に完了した。
2018年5月16日、デビット・ベネット（David Bennett）が、NECPCの代表取締役執行役員社長およびLenovo Groupグローバル バイスプレジデント兼レノボ・ジャパンの代表取締役社長に就任した。
2020年3月16日、同日付でレノボ・ジャパンが株式会社から合同会社に改組した。ただし、NECレノボ・ジャパングループであるNECPCや、レノボ本社の子会社であるFCCLは引き続き株式会社として運営されている。

### 事業所
- 名古屋事業所 - 愛知県名古屋市中区丸の内2丁目14番4号　エグゼ丸の内3F
- 大阪事業所 - 大阪府大阪市西区靱本町一丁目8番2号　コットンニッセイビル4F
- 福岡事業所 - 福岡県福岡市博多区博多駅前三丁目6番12号　オヌキ博多駅前ビル

#### 研究・開発事業所
- 大和研究所 - 神奈川県横浜市西区みなとみらい三丁目6番1号　みなとみらいセンタービル21階
  - IBM時代より引き続き、ThinkPadやThinkCentreなどの研究・開発を行っている。
  - 2010年12月に日本IBM大和事業所より現在地へ移転した[59]。大和は以前に位置していた神奈川県大和市に由来する。
- NECPC米沢事業場 - 山形県米沢市下花沢
  - NECレノボ・ジャパングループ[36] であるNECPCの事業場であるが、日本国内におけるThinkPadの開発・生産拠点でもある[60][61]。
- NECPC群馬事業場 - 群馬県太田市西矢島町
  - 同じくNECPCの事業所であり、2016年から日本国内におけるレノボ製PC・タブレット製品の修理対応拠点となっている[62]。

### グループ企業
- NECレノボ・ジャパングループ
  - Lenovo NEC Holdings B.V.（レノボ、日本電気、両社出資による合弁により発足したパソコン事業の持株会社）
  - NECパーソナルコンピュータ（Lenovo NEC Holdings B.V.の子会社）
- レノボグループ（レノボ本社の子会社）
  - モトローラ・モビリティ・ジャパン
  - FCNT合同会社 (旧FCNT株式会社)
  - レノボ・エンタープライズ・ソリューションズ

## 主な製品

### PC/ワークステーション
レノボは企業向けの「Think」ブランドでは、IBMより引き継いだThinkPad、ThinkCentre、ThinkVisionに加え、ワークステーションであるThinkStationを追加した。
「Think」ブランド以外ではLenovo 3000などの低価格なノートPCも販売していたが、2008年1月にコンシューマ向けの「Idea」ブランドを発表し、ノートPCのIdeaPadとデスクトップPCのIdeaCentreを販売している。いずれの機種も「Think」と同じく分解・拡張性が高い。一方で、2019年5月に発売された「Think」ブランドの一つである「ThinkBook」 は、ThinkPad独自のキー配列やカスタマイズ性を犠牲にした代わりに、コストパフォーマンス性を高めている。
- ビジネス向け
  - ThinkPad - ノートブック
  - ThinkBook - ノートブック
  - ThinkCentre - デスクトップ
  - ThinkVision - モニタ
  - ThinkStation - ワークステーション
- コンシューマー（消費者）向け
  - YOGA - モバイルノート、発売当初はマルチモードモバイルノート（2in1）に付けられていたが、2019年現在は軽量モバイルノートにも付けられている。
  - IdeaPad - ノートブック
  - Lenovo G - ノートブック
  - Lenovo C - デスクトップ（AMD社製CPU搭載モデルのみ日本で発売）
  - IdeaCentre - デスクトップ
  - Legion - ゲーミングPC（デスクトップ、ノート共）
  - Lenovo LOQ - エントリー向けゲーミングPC（デスクトップ、ノート共。旧IdeaCentre Gaming / IdeaPad Gaming）

### スマートフォン
Android搭載スマートフォンを開発・販売しており、中国国内ではサムスン電子に次ぐ2位の販売シェアを持つ。
- OPhone - 中国移動通信（チャイナ・モバイル）向けスマートフォン。
- LePhone（乐phone/楽Phone） - Androidをベースにした独自OS「LeOS（乐OS/楽OS）」を搭載したモデル。初期モデルのW100は2010年5月に発売された[64]。
- IdeaPhone - LePhoneのグローバルモデル[65]。世界初めてインテルアーキテクチャを採用したK800を2012年5月に発売した[66]。

### タブレット
タブレット端末としては以下のシリーズがある。
- IDEATAB - コンシューマ向け。Android搭載の「YOGA TABLET」「IDEATAB A」シリーズ、Windows搭載の「Miix」シリーズがある。
- ThinkPad タブレット - ビジネス向け。初代モデルのThinkPad TabletのみAndroidで、以後は全モデルWindows搭載。

### サーバー
もとより、独自のPCサーバーであるThinkServerを提供していたが、IBMのx86サーバー事業も買収し、ラインナップに加えた。一部のストレージ製品やソフトウェア製品について、IBMからOEM提供を受ける。
- ThinkServer - ラックマウント型及びタワー型サーバー
- System x - ラックマウント型及びタワー型サーバー
- Flex System - ブレード型サーバー
- BladeCenter - ブレード型サーバー
- PureFlex System - 垂直統合型サーバー基盤
- NeXtScale System - HPC向け高密度集約型サーバー
- iDataPlex - HPC向け高密度集約型サーバー